# Hybrid Child
Hybrid Child (ハイブリッドチャイルド?, Haiburiddo Chairudo, letteralmente "Bambino ibrido") è un manga yaoi scritto e illustrato da Shungiku Nakamura; la creatrice di Junjō romantica. La prima stampa dell'unico volume del manga è avvenuta, in Giappone, il 10 marzo 2005. Un adattamento audio dell'opera è stato pubblicato da Marine Entertainment nel 2005. Una serie di 4 episodi venne annunciata nel 2011 e pubblicata dal 29 ottobre 2014 al 28 gennaio 2015.
In Italia il manga è stato pubblicato da Goen il 21 settembre 2019 mentre la serie OAV è inedita.

## Trama

Hazuki e il logo della serie anime

In un'epoca storica non precisata l'Hybrid Child è un incredibile Androide che può crescere se è trattato con abbastanza amore e cura dal suo proprietario. Essi non sono né completamente umani e né completamente meccanici. I vari modelli di Hybrid Child sviluppano forti legami emotivi con i loro proprietari. 
La serie tratta le storie di:
- Kotaro, che impara l'importanza della responsabilità quando la durata della vita del suo Hybrid Child si esaurisce.
- Seya, che impara ad amare di nuovo con l'aiuto del suo Hybrid Child, Yuzu.
- Kuroda, il creatore degli Hybrid Child, è l'uomo che, con il suo amore, ha ispirato la loro creazione.

## Personaggi
Kotarō Izumi (和泉 小太郎?, Izumi Kotarō)
Doppiatore: Jun Fukuyama (CD), Nobuhiko Okamoto, Megumi Iwasaki (da bambino) (OAV)
Kotarou è il 16° capo della nobile famiglia Izumi. Quando aveva 8 anni trovò un Hybrid Child abbandonato nella discarica e lo chiamò Hazuki. La famiglia Izumi provò, per ben 3 volte, a sbarazzarsi di Hazuki, proponendo anche a Kotarou un nuovo modello di Hybrid Child ma Kotaro, tutte le volte, lo recuperò dalla spazzatura dicendo che desiderava avere solo Hazuki.
Secondo Hazuki, Kotaro è inaffidabile sebbene sia l'erede della famiglia. Spesso fallisce gli esami e trova delle scuse per evitare di studiare. Inoltre ritiene che sia ingiusto che Hazuki sia cresciuto diventando più alto di lui.
Hazuki (葉月?)
Doppiatore: Kōsuke Toriumi (CD), Daisuke Hirakawa, Mahiru Konno (da bambino) (OAV)
Oltre ad essere l'Hybrid Child di Kotaro, Hazuki agisce come suo tutore e maggiordomo della tenuta. Sente che potrebbe rovinare Kotaro ma vuole farlo diventare un vero capofamiglia. Secondo Kotaro si irrita troppo facilmente. Nonostante il suo atteggiamento un po' severo può sentirsi imbarazzato quando Kotaro gli chiede di spogliarsi.
Indossa un abito nero con una cravatta bianca. Ha una funzione che regola la temperatura corporea e che gli consente di resistere al caldo clima estivo.
Kuroda scoprirà che Hazuki è l'Hybrid Child con il numero di serie 0001, che è il modello più antico della serie. È implicito che Hazuki sia il primo Hybrid Child ad essere cresciuto così tanto.
Yuzu (ゆず?)
Doppiatore: Kōki Miyata (CD), Tsubasa Yonaga (da bambino) (OAV)
Yuzu è un Hybrid Child appartenente a Ichi Seya.  Yuzu è sempre felice e sorridente e ama molto il suo padrone. Sembra piuttosto ingenuo.
Vorrebbe crescere e diventare molto più alto e questo lo porta più volte a chiedersi se è "rotto" dato che non ci riesce.
Ichi Seya (瀬谷 壱?, Seya Ichi)
Doppiatore: Junichi Suwabe (CD), Ryōhei Kimura, Haruka Kimura (da bambino) (OAV)
È una persona ricca che ha lavorato per un clan. Ha abbandonato quel clan negli ultimi anni e ora conduce una vita prospera accanto al giovane Yuzu, un Hybrid Child.  Risulta calmo, intelligente, gentile e gli importa molto di Yuzu. Ichi è apprezzato dai suoi servitori. Compra regolarmente una torta che piace a Yuzu e gli dà sempre la fetta più grande.  Per una ragione sconosciuta egli rimane ogni notte nel giardino, circondato da molti fiori viola. Secondo Yuzu gli altri servitori della casa sono consapevoli del perché Ichi si isoli, in questo modo, di notte.
Tsukishima (月島?)
Doppiatore: Hikaru Midorikawa (CD), Yoshitsugu Matsuoka, Nozomi Masu (da bambino) (OAV)
Era considerato un bambino fisicamente debole e malaticcio ed è sempre stato scoraggiato a giocare con gli altri bambini poiché la sua famiglia temeva che potesse facilmente ammalarsi. Un giorno Kuroda notò Tsukishima e lo invitò a unirsi a lui a Seya e agli altri: questa fu la base della stretta amicizia tra Tsukishima, Kuroda e Seya.
Kuroda (黒田?)
Doppiatore: Kazuhiko Inoue (CD), Yūki Ono, Risa Hayamizu (da bambino) (OAV)
È il creatore degli androidi chiamati Hybrid Child. Era uno degli amici di Tsukishima (ed era innamorato di lui) prima del suo suicidio.
È magro ma comunque abbastanza muscoloso. Solitamente si veste con una tunica blu scuro e usa delle bende per coprire le braccia e il collo.

## Media

### Manga
Il manga, scritto e disegnato da Shungiku Nakamura, è stato serializzato dal 28 giugno 2003 al 28 agosto 2004 sulla rivista Be x Boy GOLD edita da Seiji Biblos. I vari capitoli sono stati riuniti in un unico volume tankōbon pubblicato il 7 giugno 2008.
In Italia la serie è stata pubblicata da RW Edizioni sotto l'etichetta Goen nella collana BL Collection il 21 settembre 2019.
| Nº | Data di prima pubblicazione | Data di prima pubblicazione | Data di prima pubblicazione | Data di prima pubblicazione |
| Nº | Giapponese                  | Giapponese                  | Italiano                    | Italiano                    |
| -- | --------------------------- | --------------------------- | --------------------------- | --------------------------- |
| 1  | 7 giugno 2008               | ISBN 978-4-04-854205-0      | 21 settembre 2019           | ISBN 978-88-6712-883-9      |

### Anime
Un adattamento OAV diretto da Michio Fukuda e prodotto da Studio Deen, è stato pubblicato dal 29 ottobre 2014 al 28 gennaio 2015 per un totale di quattro episodi. La sceneggiatura della serie è stata curata da Aki Itami mentre la colonna sonora è stata composta da Hijiri Anze.

#### Episodi
| Nº | Titolo italiano (traduzione letterale) Giapponese 「Kanji」 - Rōmaji | In onda          | In onda |
| Nº | Titolo italiano (traduzione letterale) Giapponese 「Kanji」 - Rōmaji | Giapponese       |         |
| 1  | Ho detto che deve essere Hazuki 「俺は葉月でないとダメだと言ったのだ」 - Ore wa Hazuki denai to dame da to itta no da | 29 ottobre 2014  |         |
| 2  | Il mio maestro è sempre solo nel giardino fiorito 「御主人様は 花園の中に いつも一人でいらっしゃる」 - Goshujin sama wa hanazono no naka ni itsumo hitori de irassharu                                                          | 26 novembre 2014 |         |
| 3  | L'odore dell'erba estiva ... Nuvole bianche con la leggera brezza: una persona e un'altra e un'altra ancora 「夏草のにおい 白雲の風 ひとりと ひとりと ひとり」 - Natsukusa no nioi shirakumo no kaze hitori to hitori to hitori | 24 dicembre 2014 |         |
| 4  | Volevo dirti solo una parola 「ただ一言 俺が お前に 言いたかった事は」 - Tada hitokoto ore ga omae ni ī taka ta koto wa | 28 gennaio 2015  |         |